# Rubina Ali
Rubina Ali (Bombay, India; 21 de enero de 1999), también conocida como Rubina Qureshi, es una actriz hindú. Ganó el premio del Sindicato de Actores al mejor reparto por la película Slumdog Millionaire (2008) la cual la lanzó a la fama internacional, llevándola incluso a la 81.º entrega de los Premios Óscar en cuya ceremonia la película obtuvo 8 estatuillas. 

## Carrera

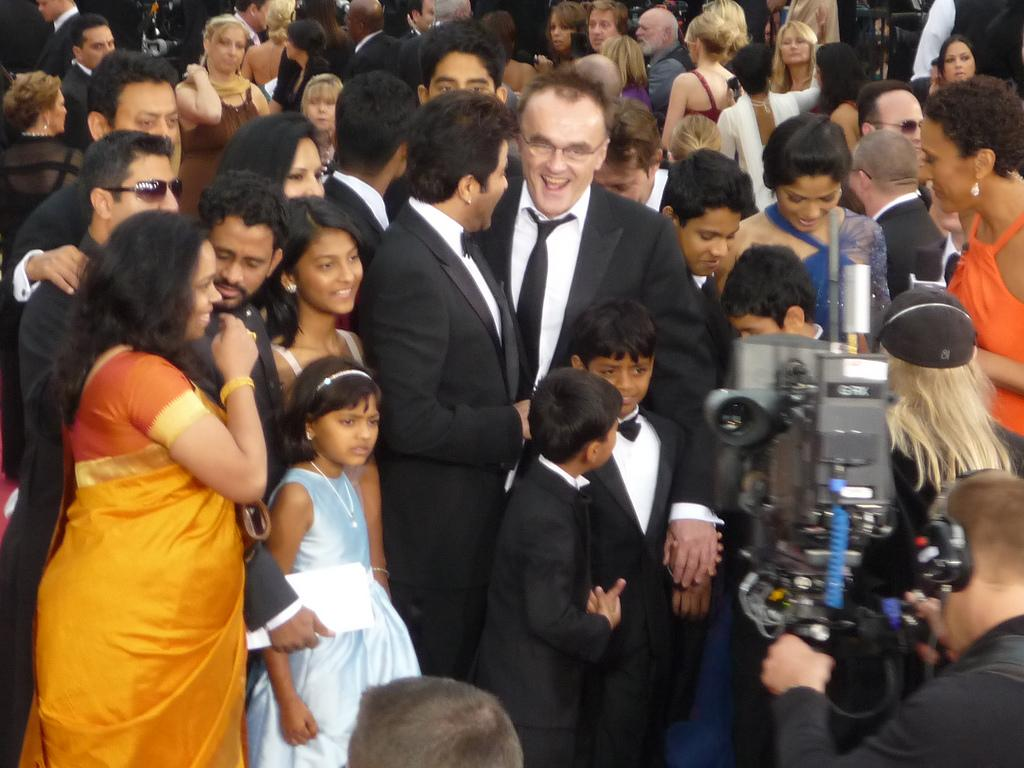
Rubina y el resto del reparto de Slumdog Millionaire en la gala de los Oscar.

Cuando Rubina audicionó para Slumdog Millionaire, Danny Boyle vio algo especial en ella, por lo que le otorgó el papel de su vida. A partir del éxito de la película, Rubina pasó de jugar canicas junto a las cloacas de Garib Nagar a estar presente en la alfombra roja de varios eventos y conocer Disneyland en Estados Unidos.
Rubina y su familia se mudaron a una nueva casa que les otorgó el gobierno y Rubina ya tiene contrato para protagonizar una nueva película de Bollywood (la industria fílmica hindú) titulada Kal Kisne Dekha.

## Memorias
Con la ayuda de Anne Berthod y Divya Dugar, Rubina capturó sus experiencias en sus propias memorias, tituladas Slumdog dreaming: Rubina’s journey to the stars. En ellas, Rubina detalla su vida en un barrio de Garib Nagar, a la cual describe como muy común: “Hay miles de casuchas construidas con lo que hay a la mano —lámina, tablas de madera o plástico y tabiques para los que podían adquirirlos— alrededor del alcantarillado y con vista a montañas de basura”. Cuando hacía calor, Rubina y sus amigos nadaban en el agua de drenaje, pero debía tener cuidado de no tocar el fondo porque había víboras que mordían si uno las pisaba.